# 시프메도

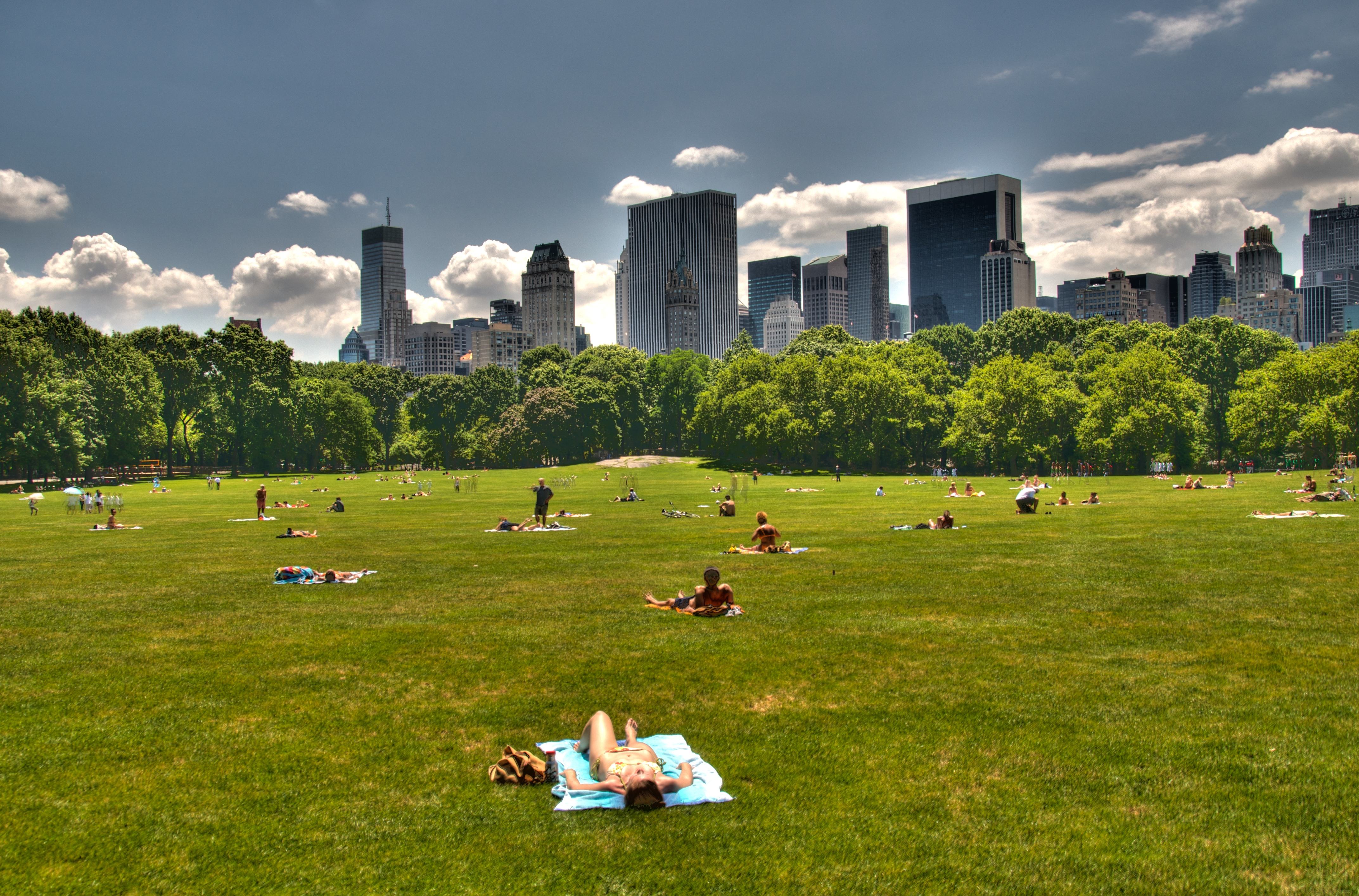
시프메도

시프메도(Sheep Meadow)는 맨해튼 센트럴 파크에서 양을 풀어 기르던 곳이다. 현재는 넓은 잔디밭으로 누워서 일광욕을 즐기거나, 독서하는 사람들이 많다.